# Milano-Torino 2012
La Milano-Torino 2012, novantatreesima edizione della corsa, si svolse il 26 settembre 2012, per un percorso totale di 193,50 km. Venne vinta dallo spagnolo Alberto Contador, che terminò la gara in 4h32'12".
Il tracciato fu caratterizzato dalla ripetizione per due volte del colle di Superga (lato Sassi): l'arrivo venne infatti posto nel piazzale antistante la Basilica.

## Ordine d'arrivo (Top 10)
| Pos. | Corridore               | Squadra       | Tempo    |
| ---- | ----------------------- | ------------- | -------- |
| 1    | Alberto Contador        | Saxo Bank     | 4h32'12" |
| 2    | Diego Ulissi            | Lampre-ISD    | a 15"    |
| 3    | Fredrik Kessiakoff      | Astana        | a 24"    |
| 4    | Joaquim Rodríguez       | Katusha       | a 36"    |
| 5    | Carlos Alberto Betancur | Acqua & Sap.  | s.t.     |
| 6    | Fabio Taborre           | Acqua & Sap.  | a 43"    |
| 7    | Domenico Pozzovivo      | Colnago       | a 45"    |
| 8    | Chris Sørensen          | Saxo Bank     | a 46"    |
| 9    | Vincenzo Nibali         | Liquigas      | a 48"    |
| 10   | Franco Pellizotti       | Androni Gioc. | a 53"    |